# Reggae fusion
El reggae fusión (a veces escrito como reggaefusion) es una fusión de la música reggae con todos sus derivados, principalmente el dancehall y raggamuffin.
El término de reggae fusión también puede referirse a la fusión del reggae jamaicano y del reggae en español con elementos del hip hop, R&B, funk, blues, música latina, rock y jazz.

## Origen
Aunque los artistas han estado mezclando el reggae con otros derivados ya desde la década de 1970,  no fue sino hasta finales de 1990 cuando el término fue acuñado.
El género predominantemente evolucionó a partir de finales de 1980 y principios de 1990, por los riddims de dancehall, con la introducción de elementos del R&B y el hip hop. Debido a esto, algunos consideran que los artistas de dancehall como Mad Cobra, Shabba Ranks, Super Cat y Buju Banton son pioneros del reggae fusion.
Además de la caracterización de fusiones de la música reggae con sus derivados, el término se utiliza para describir a los artistas que suelen alternar entre el reggae y otros géneros, sobre todo el hip hop, como Kardinal Offishall, Sean Kingston y Sean Paul  también se utiliza para describir a los artistas que utilizan diferentes instrumentales, como Elephant Man, Shaggy, Beenie Man, Natasja Saad, Diana King y Ranx Delly. Una de las formas más influyentes del reggae fusion son los instrumentales del hardcore a principios de los 90. Esto se conoció como ragga jungle y más tarde se convirtió en el drum and bass.